# 8398 Rubbia
8398 Rubbia (1993 XY) là một tiểu hành tinh vành đai chính được phát hiện ngày 12 tháng 12 năm 1993 by Astronomical Observatory of Farra d'Isonzo ở Farra d'Isonzo.